# Ada (plat)
Pour les articles homonymes, voir Ada.
L'ada (malayalam : അട) ou ela ada, est une friandise indienne et traditionnelle du Kerala, constituée de paquets de riz enrobés d'une pâte à base de farine de riz, avec des garnitures sucrées, cuits à la vapeur dans une feuille de bananier et servis comme collation du soir ou comme partie du petit déjeuner. On le trouve également dans certaines régions du Tamil Nadu. La noix de coco râpée et la farine de riz sont les deux principaux ingrédients.
Il s'agit d'une collation faite de farine de riz crue, de sucre ou de jaggery et de noix de coco râpée. Il est généralement préparé le jour de l'Onam. Le poovada est préparé à l'extrémité de la feuille de plantain comme le nivedyam pour l'Onam. Dans cet ada, en plus de la garniture à la noix de coco, on saupoudre de thumbapoo (une fleur blanche Leucas aspera), ce qui le rend plus propice[À quoi ?]. Parfois, la banane est également ajoutée dans le remplissage qui devient « coco-jaggery-banane ».
L'ottada épicée est un petit déjeuner unique dont les principaux ingrédients sont le maida et la farine de riz. Il peut également être fait sans maida, mais en utilisant la farine de riz seule et il n'est pas cuit à la vapeur mais plutôt sur un tava ou une flamme. Parfois, la garniture à l'intérieur de l'ada serait du chakkavaratti (confiture de fruits du jacquier). L'ada est également donné comme prasadam (nourriture sacrée) aux dévots dans les temples du Kerala.